# Kilde (historievidenskab)
 For alternative betydninger, se Kilde (flertydig). (Se også artikler, som begynder med Kilde)
Inden for historievidenskaben er en kilde tekster, genstande eller kendsgerninger. Barthold Georg Niebuhr, Carsten Niebuhrs søn, var en af de første, der definerede ordet kilde.

## Kildetyper
- Førstehåndskilder er samtidige vidnesbyrd som øjenvidneskildringer og dokumenter udført af personer der selv har oplevet begivenheden.
- Andenhåndskilder er senere eller baseret på førstehåndskilder (eksempelvis en nedskrevet kilde baseret på en mundtlig beretning).

Der skelnes mellem primære og sekundære kilder. Primære kilder ligger tidsmæssigt tæt på begivenheden, sekundære kilder er senere.

## Former
Kilder kan være
1. skriftlige (dokumenter, erindringer, breve, o.lign.)
2. billedmæssige (fotos, malerier)
3. materielle genstande, (fx byggematerialer, mønter, gravfund)
4. segl

## Værdi
Kilders værdi afhænger af hvilke oplysninger, der skal udledes. Kildekritik et vigtigt hjælpemiddel. Er kilden tendentiøs? (part i sagen). Kan den give de oplysninger der søges, og er den tolkning er holdbar.

## Kildekritik
Et eksempel: i 1722-23 førtes en retssag om en engstrækning ved Hadsund på nordsiden af Mariager Fjord mellem ejeren af godset Havnø, kancelliråd Severin Benzon, og Anne Høeg (Banner), enke på godset Dalsborg. Severin Benzon gjorde krav på engstrækningen, der i lang tid var benyttet af enken. Under retssagen fremlagde begge parter en række dokumenter, der skulle bevise deres ret til det omstridte område.
Blandt de fremlagte dokumenter var et brev angiveligt fra 1561, hvori en række navngivne adelsmænd – efter at have undersøgt ældre breve fra 1537 og 1539 – udtalte sig til Anne Høegs fordel (og ved hvilke, hun vandt retssagen). Brevet er imidlertid en forfalskning, idet en af udstederne bevisligt døde i 1525. En anden døde 13 år før 1537. Brevet havde på bagsiden en tekst fra omkring 1500. Der er utvivlsomt tale om et ældre pergament, hvis oprindelige tekst er skrabet væk og den forfalskede tekst indskrevet. Anne Høeg var en svindler!
Også Severin Benzon fremlagde et brev i retten til egen fordel. Det er imidlertid fra 1464 og forfalsket. Severin Benzon var ligeledes en svindler!
Konklusion: ingen af partnerne havde dokumenteret ret til engene!